# Nell Kimball
Nell Kimball (* 14. Juni 1854, Illinois, USA; † 1934, USA) soll eine US-amerikanische Prostituierte und Autorin gewesen sein. Nell Kimball ist ein Pseudonym, ihr Geburtsname ist unbekannt. Ihre angeblich 1932 geschriebenen Memoiren wurden 1970 von Stephen Longstreet verlegt. Bereits 1972 wurden Zweifel an der Authentizität der Memoiren geäußert. Das Buch erschien 1972 erstmals in einer deutschsprachigen Ausgabe.

## Leben
Die folgende Lebensgeschichte basiert im Wesentlichen auf den Angaben in ihren Memoiren und sind dementsprechend mit Vorsicht zu genießen:
Kimball wuchs ab 1854 unter ärmlichen Bedingungen auf einer Farm auf. Engste Bezugsperson war eine Schwester der Mutter, eine ehemalige Prostituierte, die hier ihren Lebensabend fristete. Im Alter von 15 Jahren brannte sie mit einem Bürgerkriegsveteranen durch, der sie ausnahm und bald verließ. Daraufhin bewarb sie sich in einem Bordell, wobei sie ihre Tante als Referenz angab. Später lebte sie in bürgerlichen Verhältnissen als ausgehaltene Geliebte, dann als Ehefrau eines Bankräubers beziehungsweise Safeknackers, dann als alleinerziehende Witwe. Nach dem Tod ihres Ehemannes, der ermordet wurde und dem Tod ihres Kindes kehrte sie in ihr früheres Leben zurück. Durch das Geld ihres vermögenden Mannes konnte sie jedoch als Madam, so der damalige Name für eine Bordellbetreiberin Karriere machen. Ihr erstes Bordell betrieb sie in der Basin Street von New Orleans. Dieses musste sie 1898 schließen, als eine Prostituierte in Notwehr einen Freier tötete. Anschließend eröffnete sie ein weiteres in San Francisco, kehrte aber 1901 nach Storyville, New Orleans zurück.
Dieses, ihr letztes Bordell schloss sie 1917, als die Prostitution während des Ersten Weltkrieges in New Orleans verboten wurde. In der Weltwirtschaftskrise verlor sie ihr Vermögen und versuchte mit der Veröffentlichung ihrer Memoiren ein neues Einkommen zu erschließen. Den Namen Nell Kimball nahm sie nach 1917 an, ihr richtiger Name ist unbekannt.
Der Legende nach gelangte das Manuskript bereits 1932 in den Besitz von Stephen Longstreet, der das Werk einem Verleger zuführen sollte. Damals erschien es ihm zu anrüchig und skandalös, um es zu verlegen und er konnte keinen Verlag überzeugen, das Werk drucken zu lassen. Als er einen Teil davon in seinen Büchern Sportin House: A History of New Orleans Sinners and the Birth of Jazz (1965) und The Wilder Shore: A Gala Social History of San Francisco’s Sinners and Spenders (1968) zitierte, erinnerte er sich wieder daran. Es gelang ihm mit der Macmillan Company einen geeigneten Verlag zu finden, zumal die Gesellschaft sich in den dazwischenliegenden 30 Jahren weiterentwickelt hatte. Anschließend redigierte er das Werk, versah es mit einem Vorwort und gab es heraus.

## Zweifel an der Echtheit der Memoiren
James L. Wunsch veröffentlichte 1972 im Journal of Social History (Oxford University Press) eine Rezension, in der er sowohl erhebliche Zweifel an der Authentizität der Memoiren äußerte als auch infrage stellte, ob Nell Kimball überhaupt gelebt habe. Zum einen seien einzelne Passagen fast wortwörtlich aus Herbert Asburys Werken Gangs of New York (1927), The French Quarter (1936), The Barbary Coast (1933) und The Gem of the Prairie (1940) übernommen, zum anderen gibt es historische Ungenauigkeiten. So lebte Kimball laut dem Manuskript zwischen 1867 und 1876 als Prostituierte in St. Louis. Die dazugehörigen Prostitutionsgesetze, die von 1870 bis 1874 in Kraft waren und während der sich mehr als 2600 Prostituierte registrieren ließen, werden aber mit keiner Silbe erwähnt. Auch gäbe es keinen Beleg, das Nell Kimball jemals existiert hätte.
Auf diese Unzulänglichkeiten hingewiesen verwies der Verlag darauf, dass das Werk bereits mehrere Jahre als Quelle für diverse Autoren verwendet wurde. Dies ist zum einen auf Grund der zeitlichen Umstände als auch der Unzugänglichkeit des Materials fragwürdig.

## Werk
- Her Life as an American Madam. By Herself. Redigiert von Stephen Longstreet.  New York: The Macmillan Company 1971.
  - Memoiren aus dem Bordell, redigiert von Stephen Longstreet, aus dem Englischen von Reinhard Kaiser, Eichborn 1999, Reihe Die Andere Bibliothek Band 176, ISBN 3-8218-4176-1.